# Furios și iute X
Furios și iute X (titlu original: în engleză Fast X) este un film american de acțiune regizat de Louis Leterrier și scris de Justin Lin și Dan Mazeau. Este o continuare a filmului Furios și iute 9 (2021) și este al zecelea film din franciza Furios și iute și al unsprezecelea lungmetraj. Vin Diesel joacă în rolul lui Dominic Toretto, alături de o distribuție care include pe Michelle Rodriguez, Tyrese Gibson, Chris "Ludacris" Bridges, John Cena, Nathalie Emmanuel, Jordana Brewster, Sung Kang, Scott Eastwood, Daniela Melchior, Alan Ritchson, Helen Mirren, Brie Larson, Rita Moreno, Jason Statham, Jason Momoa și Charlize Theron. În film, Toretto trebuie să-și protejeze familia de Dante Reyes (Momoa), care caută să se răzbune pentru moartea tatălui său și pentru pierderea averilor familiei sale.
Dezvoltarea unui al zecelea lungmetraj Fast & Furious a început în octombrie 2020, cu Lin revenind în scaunul regizoral. Titlul oficial al filmului a fost dezvăluit când filmarea principală a început în aprilie 2022. Lin a plecat din funcția de regizor mai târziu în aceeași lună, invocând diferențe creative, deși a păstrat creditul pentru scriere și producție. Leterrier a fost apoi angajat ca înlocuitor o săptămână mai târziu și a realizat mai multe rescrieri nemenționate ale scenariului. Compozitorul francizei Brian Tyler s-a întors pentru a crea muzica filmului. Cu un buget de producție estimat la 380 milioane de dolari, Fast X este al patrulea cel mai scump film realizat vreodată. Filmările au durat până în august, având loc la Londra, Roma, Torino, alte orașe italiene, Lisabona și Los Angeles.
Fast X a avut premiera la Roma pe 12 mai 2023 și a fost lansat în Statele Unite pe 19 mai, de Universal Pictures. Filmul a primit recenzii mixte de la critici, cu laude pentru secvențele sale de acțiune și performanța lui Momoa, dar critici față de scenariu. A încasat 715 USD milioane în întreaga lume, devenind al cincilea film cu cele mai mari încasări din 2023. O continuare care se pare că servește ca ultim lungmetraj al francizei este în dezvoltare și este programat să fie lansată în 2026.

## Distribuție
- Vin Diesel ca Dominic Toretto
- Michelle Rodriguez ca Letty Ortiz
- Tyrese Gibson ca Roman Pearce
- Chris "Ludacris" Bridges ca Tej Parker
- John Cena ca Jakob Toretto
- Nathalie Emmanuel ca Ramsey
- Jordana Brewster ca Mia Toretto
- Sung Kang ca Han Lue
- Scott Eastwood ca Little Nobody
- Daniela Melchior ca Isabel Neves
- Alan Ritchson ca Aimes
- Helen Mirren ca Magdalene "Queenie" Ellmanson-Shaw
- Brie Larson ca Tess
- Rita Moreno ca Abuelita Toretto
- Jason Statham ca Deckard Shaw
- Jason Momoa ca Dante Reyes
- Charlize Theron as Cipher

## Legăturiexterne
- Site web oficial
- Furios și iute X la Internet Movie Database
- Furios si iute X Arhivat în 28 septembrie 2021, la Wayback Machine.